# グレッチェン・ブレイラー
グレッチャン・ブレイラー（Gretchen Bleiler、1981年4月10日 - ）は、アメリカ合衆国オハイオ州トレド出身の女性スノーボード選手。2006年トリノオリンピックの銀メダル、Winter X Gamesの金メダリスト。現在コロラド州アスペン在住。

## 人物
オハイオ州トレドの生まれ、10歳でコロラド州アスペンに家族で移住。
学生時代にAspen Valley Snowboard Clubでスノーボードのトレーニングを積み、アメリカスノーボード協会（USASA）などの大会に出場。卒業後の2000年より本格的に競技を活動させる。
2006年のトリノオリンピックで銀メダルを獲得、2010年バンクーバーオリンピックでは予選敗退の11位に終わった。